# 維京航空 (加拿大)
維京航空公司 （英語：Viking Air Ltd.）是一家位於加拿大的不列顛哥倫比亞省北薩尼奇自治區的小型飛機製造、飛機零組件及系統供應商。主要的產品為DHC-6"雙水獺"（Twin Otter），升級版的DHC-2 "河狸"（Beaver）跟原來德哈維蘭加拿大公司（de Havilland Canada，簡稱DHC）生產的零組件，另外還有銷售貝爾直昇機的零組件。

## 歷史
- 1970年，在加拿大北薩尼奇自治區成立維京航空公司，以翻修飛機、製造零組件及銷售為主要業務。
- 1983年，獲得授權獨家生產DHC-2水狸跟DHC-3水獺兩款飛機的備用零件。
- 2005年，從龐巴迪航太公司收購了原來由德哈維蘭加拿大公司開發的DHC系列飛機零件及維修業務[2]。
- 2006年，自龐巴迪航太公司收購了德哈維蘭加拿大公司設計的所有飛機的產品認證，但這項收購案不包含Dash 8（DHC-8），因為該型飛機的Q400系列仍由龐巴迪航太公司生產銷售中。另外還獲得了水上飛機三叉戢TR-1 Trigull（英语：Trident TR-1 Trigull）的認證[3][4]，可以製造並銷售三叉戢飛機公司（Trident Aircraft）系列的飛機。
- 2008年，開始上線生產自行設計的DHC-6雙水獺飛機，並開始翻修DHC-2水狸業務。

## 產品
下列為收購自龐巴迪航太公司的產品。

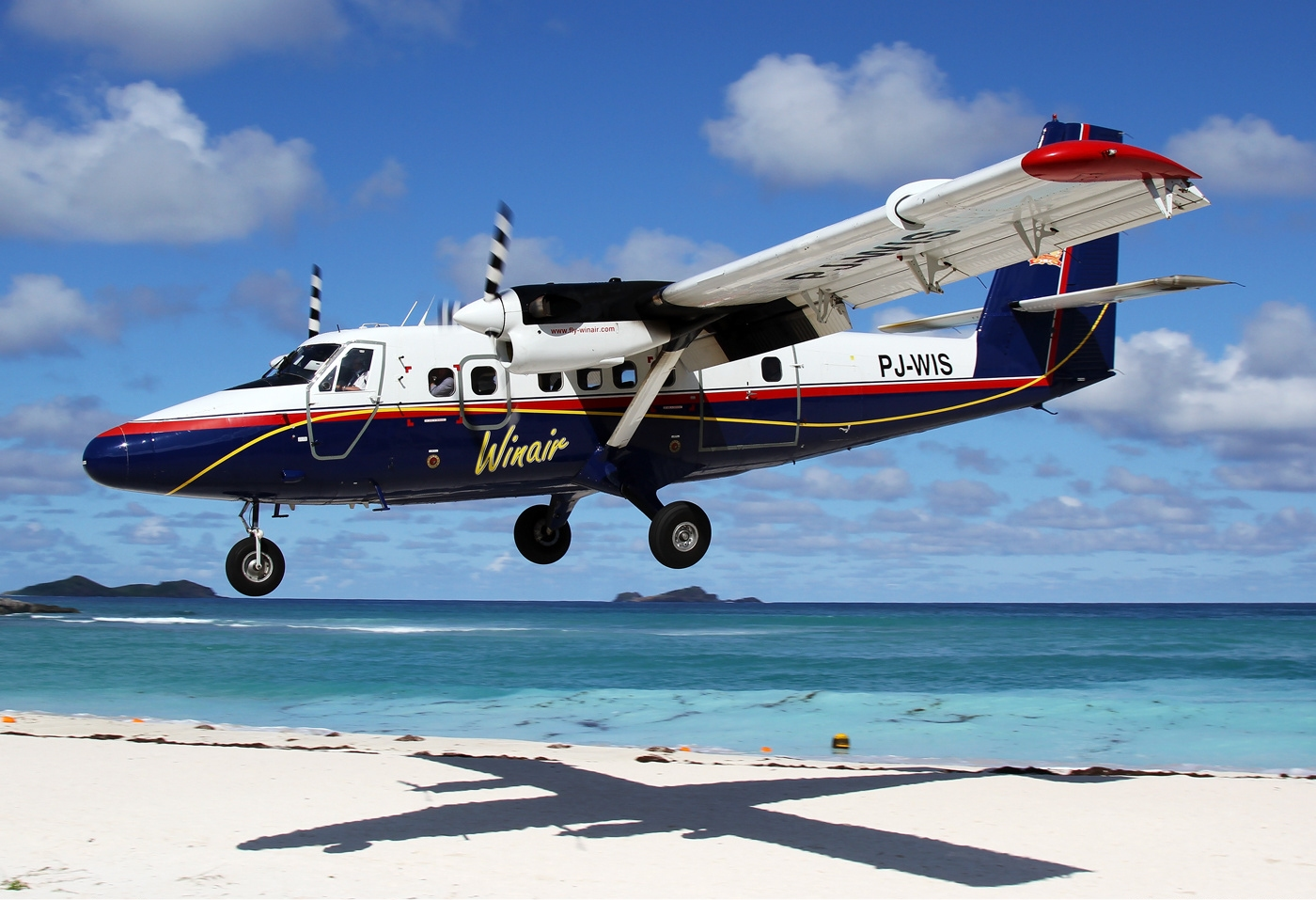
雙水獺300系列攝於聖巴泰勒米機場

- DHC-1 花栗鼠（Chipmunk）：為一架雙人座單發動機初級教練機，1946年5月22日首飛。
- DHC-2 水狸（Beaver）：為一架可以短程起降的安發動機多功能叢林飛機，可搭載6名乘客。1947年8月16日首飛。
- DHC-3 水獺（Otter）：水狸的升級版，原本命名為水狸國王（King Beaver），可搭載10-11乘客。1951年12月12日首飛。
- DHC-4 馴鹿（Caribou）：為一架雙發動機的中型短程起降運輸機，貨艙可以搭載2台吉普車（3628公斤貨物）或是32名乘客。1958年7月30日首飛。
- DHC-5 水牛（Buffalo）：馴鹿的升級版，可以承載8164公斤的貨物或是41名乘客。1964年4月9日首飛。
- DHC-6 雙水獺（Twin Otter）:由DHC-3改良而來同樣為雙動機的構型，可以承載5246公斤或是搭載19-20名乘客。1965年5月20日首飛。
- DHC-7（Dash 7）：4發動機中型短程起降運輸機，可以承載20000公斤的貨物或是50名乘客。1975年3月24日首飛。

- DHC-8（Dash 8）：双发动机短程支线飞机。

### 自主開發的產品

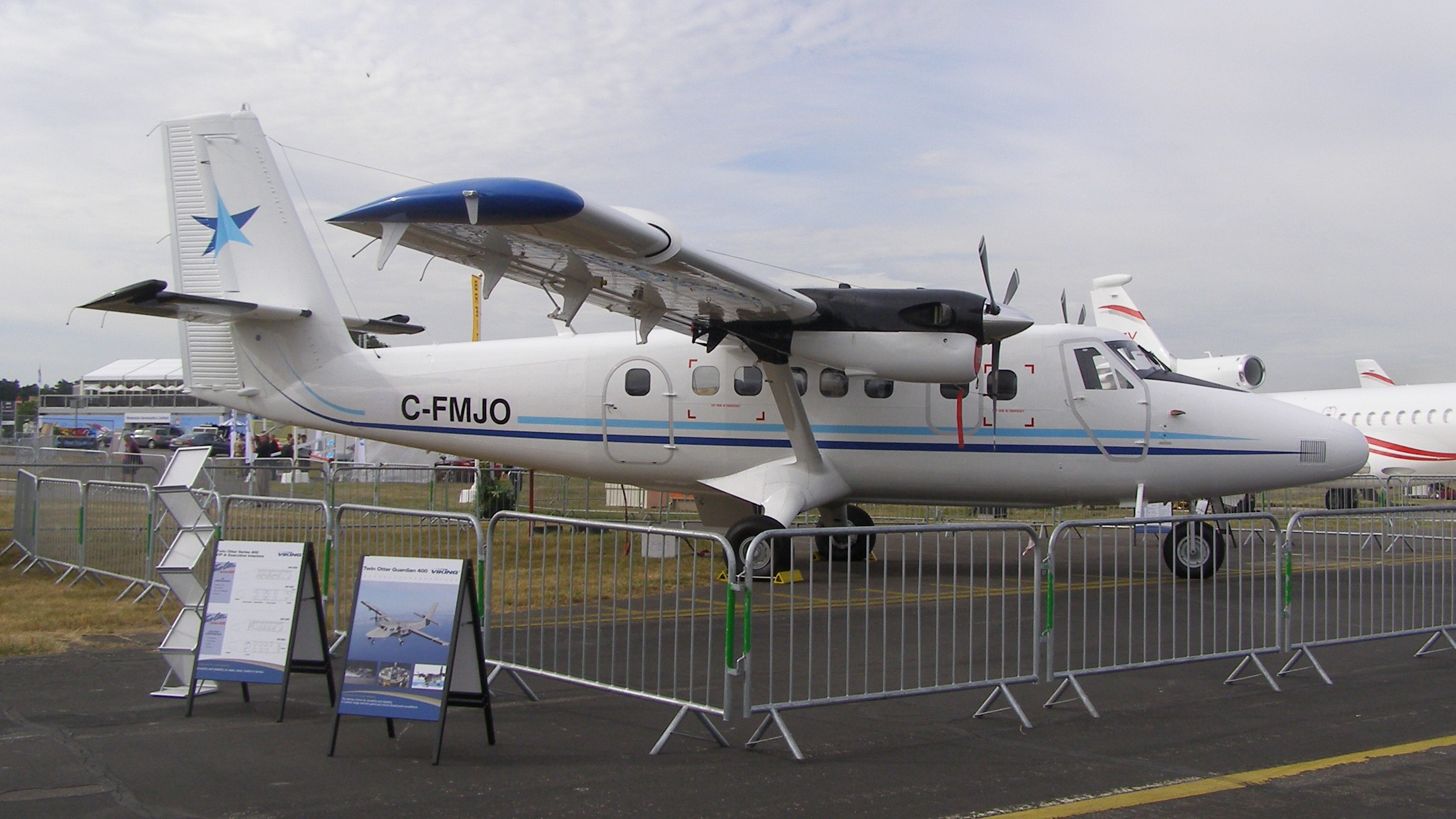
DHC-6雙水獺400系列攝於2010法恩伯勒航空展

- DHC-2T渦輪水狸（Turbo Beaver）

由維京航空重新改製，把DHC-2的發動機升級為普惠加拿大的PT6A-34渦輪發動機，並且重新設計發動機葉片構型。
- DHC-6雙水獺400系列（Twin Otter Series 400）

2007年4月2日：宣稱已經有27筆訂單跟優先選擇權，以DHC-6雙水獺機型為主體搭載惠普加拿大公司PT6A-34/35渦輪發動機，並於2008年10月1號於維多利亞國際機場首度試飛400系列。

2010年2月首度試飛時數位飛行控制面板升級為漢威聯合航太公司的Primus Apex飛行計劃系統。
7月，動力系統升級為兩具普惠加拿大的PT6A-34或PT6A-35渦輪發動機並提供多種相容於標準規格的起落架組合（包含：直線浮筒、水陸兩棲浮筒、雪版、雪陸雙用雪版或中央浮筒起落架）。
2008年12月，維京航空指出有意把DHC-5水牛系列在加拿大北沙尼治的生產線遷移到亞伯達省的卡加利市。並且升級以下的系統：普惠加拿大的PW150渦輪發動機、數位化駕駛艙、合成視覺和增強視覺系統（Synthetic vision & Enhanced Vision）、夜視系統。該公司準備向加拿大皇家空軍推銷升級過後的機型用以替換現有的DHC-5As機隊。

### 開發中的產品
- DHC-5NG 水牛NG（Buffalo NG，NG為Next Generation縮寫）

## 外部連結
- 維京航空網站 （页面存档备份，存于）

## 延伸閱讀
- Sean Rossiter The Immortal Beaver: The World's Greatest Bush Plane , Douglas & McIntyre, 2005 ISBN 1-55054-724-0,

Template:加拿大維京航空飛機